# Lettre d'Amarna EA 233
La lettre d'Amarna EA 233 fait partie d'une archive de tablettes d'argile contenant la correspondance diplomatique entre l'Égypte et d'autres souverains du Proche-Orient pendant le règne du pharaon Akhenaton, de son prédécesseur Amenhotep III et de ses successeurs. Ces tablettes ont été découvertes à Amarna et sont donc connues sous le nom de lettres d'Amarna. Toutes les tablettes sont inscrites en écriture cunéiforme,.
La lettre EA 233, intitulée « Travail en cours », a été écrite par Satatna au pharaon égyptien.

## Traduction
« Dis au roi, mon seigneur, le Soleil du ciel : Message de Satatna le souverain d'Akka, ton serviteur, le serviteur du roi et la terre à ses pieds et le sol qu'il foule, je me prosterne aux pieds du roi, mon seigneur, mon dieu, le Soleil du ciel, 7 fois et 7 fois, tant sur le ventre que sur le dos. Il obéit à ce que le roi, mon seigneur, a écrit à son serviteur, et prépare tout ce que mon seigneur a ordonné »

— EA 233, lignes 1-20